# Bernoulliho disk

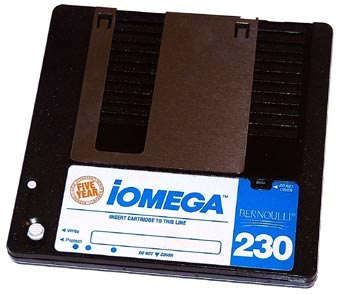
Bernoulliho disk s kapacitou 230 MB

Bernoulliho disk je magnetooptické záznamové médium, které se používalo v letech 1982-1995 v počítačích pro ukládání nebo zálohu dat. Bylo nahrazeno jednoduššími a levnějšími výměnnými magnetickými disky. Pro ukládání dat se využívá dvou fyzikálních principů, Curieovy teploty a Kerrova jevu. Výhodou těchto disků byla dlouhá životnost uložených dat. Nevýhodou je pak vyšší výrobní cena.

## Zápis dat
Při zápisu se magnetická vrstva zahřeje působením laseru na Curieovu teplotu. Poté se elektromagnetem změní magnetická doména záznamové části. Právě směr domény určuje, zdali se na disk ukládá logická 1 nebo 0. Při ochlazení se magnetická doména nemění a nelze ji změnit ani působením vnějšího magnetického pole. Pro změnu je potřeba opět zahřát magnetickou vrstvu.

## Čtení dat
Při čtení dat se využívá Kerrova jevu. Ten spočívá ve změně polarizační roviny odraženého lineárně polarizovaného světla od magnetického povrchu. Detektor pak zachycuje intenzitu odraženého světla, která rozhoduje, zdali je vyhodnocena jako logická 1 nebo logická 0.

## Kapacita
První řada Bernoulliho disků uváděná na trh od roku 1982 měla kapacitu 5 až 20 megabitů, šířka a délka disků byla srovnatelná s rozměry listu papíru formátu A4 – 21 cm × 27,5 cm.
Druhá řada, Bernoulli Box II, používala disky s rozměry 13,6×14 cm s tloušťkou 0,9 cm a kapacitou od 20 do 230 megabytů (uvedené na trh v roce 1993). Jednotky používaly obvykle rozhraní SCSI.
V průběhu 90. let 20. století byly Bernoulliho disky vytlačeny levnějšími mechanikami používajícími pouze magnetický záznam – ZIP disky s kapacitami 100, 250 nebo 750 MB, případně Iomega Jaz disky s kapacitou 1 nebo 2 GB, které byly nahrazeny USB flash disky a externími pevnými disky s rozhraním USB.